# Жељко Штурановић
Жељко Штурановић (Никшић, 31. јануар 1960 — Вилжиф, 30. јун 2014) био је југословенски и црногорски политичар и предсједник Владе Црне Горе.

## Биографија
Завршио је Правни факултет у Подгорици 1983. године, као студент генерације. Радио је у Железари Никшић на пословима самосталног референта и шефа правне службе.
Од 1993. године је био у два мандата посланик у Вијећу грађана Савезне Скупштине, гдје је у другом мандату био шеф посланичке групе ДПС Црне Горе. На изборима, априла 2001. године, изабран је за посланика у Скупштини Републике Црне Горе са листе ДПС Црне Горе. Од 2. јула 2001. године обављао послове министра правде у Влади РЦГ. Био је предсједник комисије за кадровска питања у Влади РЦГ. Члан је председништва ДПС Црне Горе. Живио је у Никшићу. Био је ожењен и отац двоје дјеце.
Влада Жељка Штурановића је прва након осамостаљивања Црне Горе 2006. Изгласана је у црногорском парламенту 10. новембра 2006. године. За вријеме његовог мандата, Црна Гора је 15. октобра 2007. године потписала Споразум о стабилизацији и придруживању са Европском унијом.
Штурановић је поднио оставку 31. јануара 2008. године из здравствених разлога, пошто је боловао од ријетке врсте тумора плућа. Преминуо је 30. јуна 2014. године у Вилжифу.